# チョー・チョー人
チョー・チョー人（チョー・チョーじん、Tcho-Tchos）とは、クトゥルフ神話に登場する架空の種族、あるいは部族の名称。背の低い、矮人種族。
固有名詞のため邦訳は複数あり、チョー＝チョー人、トウチョ＝トウチョ人など、様々な発音・表記がされる。
総じて東南アジアに住む/アジア地域に住んでいた亜人種とされており、ダーレスはビルマ、HPLはインドシナ半島、クラインはマレー半島とした。

## 各作品での扱い

### 潜伏するもの
初出。オーガスト・ダーレスとマーク・スコラーの合作。1932年発表作品。日本では新ク2に収録。
太古の時代に邪神が旧神に封印される前に、自分達を復活させるために残しておいた眷属種族。指導者は7000歳の長老エ＝ポウ。中央アジアビルマ奥地スン高原の湖上島、旧神の石造都市アラオザルを占拠する部族であり、地底に封印されている双子神ロイガーとツァールを崇める。現地人からは蛮族と忌まれ恐れられている。
同作のクライマックスにて、旧神と星の戦士たちが攻撃を加えたことで、双子神は滅び、アラオザルも破壊し尽くされた。チョー・チョー人の行方は知れない。
ダーレスは（HPLの宣伝も兼ねて）クトゥルフ神話を紹介するような定型句を自作品で頻用しており、お約束の固有名詞と共にチョー・チョー人の紹介も頻出する。ダーレス神話でチョー・チョー人への言及は多いものの、登場したのは1作のみ。また本作を読んだHPLも自作に取り込んでおり、登場こそさせなかったものの『博物館の恐怖』などで言及を行った。

### 角笛をもつ影
T・E・D・クライン作。1980年作品。日本では新ク7に収録。
東南アジアマレー半島の未開の部族。シュグオランと呼ばれる怪物を使役する。
人外ではなくあくまで人間として認知されており、たちが悪い。彼らはチョーチャ（チョ・チョ族）と呼ばれる。「チョー・チョー人」は小説に登場する架空の部族だが、チョーチャはいる。

### クトゥルフ神話TRPG
ミリ・ニグリ人と人間の混血子孫という設定が付与された。連動して、ミリ・ニグリの神であるチャウグナル・ファウグンが、チョー・チョー人の神となる。
『デルタグリーン』の長編『エンジェル』（未訳・WEB公開）では、近年のアメリカにおける彼らの暗躍が描かれている。
ほか、『エンサイクロペディア・クトゥルフ』や『マレウス・モンストロルム』に諸説明がある。先述以外の邪神も崇拝する。

### 類例の亜人種
- ミリ・ニグリ - 登場作品は『恐怖の山』で、HPL版（1927）とロング版（1931）で差異がある。邪神に造られ奉仕する亜人種族。もともとHPLの夢をもとに創作され、チョー・チョー人に先行する。
- レン人 - HPL考案。初登場作品は『未知なるカダスを夢に求めて』（1926）。ドリームランドでみられる亜人種。チョー・チョー人と対比される[4]。
- 深きものども - HPL考案、初登場作品は『インスマウスの影』（執筆1931[注 1]/発表1936）。奉仕種族の代表例で、ミリ・ニグリやチョー・チョー人より後発にあたる。

### 関連する邪神
- ロイガーとツァール
- シュグオラン
- チャウグナル・ファウグン - TRPGにて設定され、リン・カーターも関与している[注 3]。シュグオランのシルエットは、チャウグナル・ファウグンにも似ている。

### その他
- ホモ・フローレシエンシス - 21世紀になってから、インドネシアにかつて矮人種が生息していたこと、彼らが現生人類と同時代に共存していたことが判明した。